# Receptor (comunicació)
Un receptor és la persona o màquina que rep el missatge emès per l'emissor, el decodifica i l'interpreta. En una conversa els papers d'emissor i receptor s'intercanvien.
En fisica, el receptor es l'objecte que rep l'energia que li envia un generador, això pot ser una bombeta, un robot que rep electricitat...